# Reduto
Reduto là một đô thị thuộc bang Minas Gerais, Brasil. Đô thị này có diện tích 151,308 km², dân số năm 2007 là 6344 người, mật độ 45,2 người/km².